# HD 137058
HD 137058, k Волка (лат. k Lupi) — кратная звезда в созвездии Волка на расстоянии приблизительно 240 световых лет (около 73,4 парсеков) от Солнца.

## Характеристики
Первый компонент (CCDM J15253-3845A) — белая звезда спектрального класса A0V, или A0IV, или A0, или A1III. Видимая звёздная величина звезды — +4,7m. Масса — около 3,142 солнечных, радиус — около 3,349 солнечных, светимость — около 155,71 солнечных. Эффективная температура — около 9193 K.
Второй компонент — красный карлик спектрального класса M. Масса — около 295,22 юпитерианских (0,2818 солнечной). Удалён на 2,19 а.е..
Третий компонент (HD 137059A) — жёлтый карлик спектрального класса G3V, или G5, или G0. Видимая звёздная величина звезды — +8,7m. Масса — около 0,845 солнечной. Эффективная температура — около 5554 K. Возраст звезды определён как около 120 млн лет. Удалён на 92,4 угловых секунды.
Четвёртый компонент (HD 137059B) — жёлтая звезда спектрального класса G. Видимая звёздная величина звезды — +9,6m. Эффективная температура — около 5096 K. Удалён от второго компонента на 1,3 угловой секунды.
Пятый компонент (HD 137099) — жёлто-белая звезда спектрального класса F3V, или F0. Видимая звёздная величина звезды — +9,3m. Радиус — около 1,81 солнечного, светимость — около 5,192 солнечных. Эффективная температура — около 6473 K. Удалён на 148,5 угловых секунды.
Шестой компонент (CCDM J15253-3845E). Видимая звёздная величина звезды — +11m. Удалён на 30 угловых секунд.